# 力昼駅

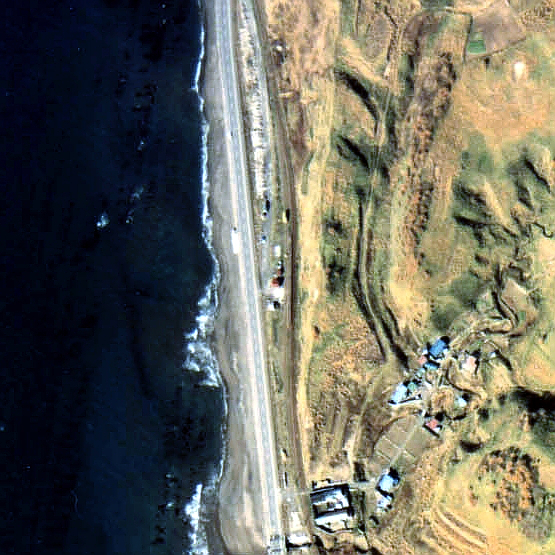
1977年の力昼駅と周囲約500m範囲。上が羽幌方面。島状の単式ホーム1面1線と北側にホーム端まで保線車両用の待機線を有する。写真ではその引込み線に保線用車両が留置されているのが見える。かつては駅表留萌側に小さな貨物ホームと引込み線を有していた。既に無人化され、駅舎も赤い屋根の待合室に置き換わっている。ここも近隣の谷筋から離れた人家の疎らな位置にあって、力昼地区は北隣の番屋ノ沢仮乗降場の方が集落の中心地であるが、ここから北方面はトンネルを介して内陸へ入り込む位置にあり、冬場の保線拠点とされていた。

力昼駅（りきびるえき）は、かつて北海道（留萌管内）苫前郡苫前町字力昼に設置されていた、日本国有鉄道（国鉄）羽幌線の駅（廃駅）である。電報略号はリキ。事務管理コードは▲121608。
一部の普通列車は通過した（1986年（昭和61年）11月1日改定の時刻（廃止時の時刻表）で、上下各1本（急行「はぼろ」後継の主要駅停車列車））。

## 歴史
- 1931年（昭和6年）
  - 8月15日 - 鉄道省留萠線の鬼鹿駅 - 古丹別駅間延伸開通に伴い、開業[4]。一般駅[1]。
  - 10月10日 - 留萠駅 - 古丹別駅間を留萠線から分離し路線名を羽幌線に改称、それに伴い同線の駅となる。
- 1949年（昭和24年）6月1日 - 公共企業体である日本国有鉄道に移管。
- 1960年（昭和35年）9月15日 - 貨物の取り扱いを廃止[1]。
- 1972年（昭和47年）2月8日 - 荷物の取り扱いを廃止し[5]、同時に無人[6]（簡易委託）駅化。
- 1982年（昭和57年）頃 - 駅舎改築[7]。
- 1987年（昭和62年）3月30日 - 羽幌線の全線廃止に伴い、廃駅となる[1]。

### 駅名の由来
所在地名より。アイヌ語の「リキピㇽ（ri-kipir）」（高い・崖）に由来し、力昼市街の南海岸にある山崖の名ではないかとされている。

## 駅構造
廃止時点で、1面1線の単式ホームを有する地上駅であった。ホームは、線路の西側（幌延方面に向かって左手側）に存在した。
無人駅（簡易委託駅）となっており、有人駅時代の駅舎は改築され、北川口駅や振老駅とほぼ同型の、3.6メートル四方でチョコレート色のカプセル駅舎となっていた。駅舎は構内の西側に位置し、ホームから少し離れていた。

## 駅周辺
力昼の集落から約2km南に離れた位置にあり、集落内にあった番屋ノ沢仮乗降場 より利用者が少なかった。
- 国道232号（天売国道/日本海オロロンライン）
- 沿岸バス「境の沢」停留所

## 駅跡
駅舎と駅構内施設は既に撤去され、2017年（平成29年）時点では空き地となり、路盤のみが残っている。

## 隣の駅
日本国有鉄道
羽幌線
鬼鹿駅 - <千松仮乗降場> - 力昼駅 - <番屋ノ沢仮乗降場> - 古丹別駅